# Cosmosoma ockendeni
Cosmosoma ockendeni là một loài bướm đêm thuộc phân họ Arctiinae, họ Erebidae.